# Joshua Tuaniga
Joshua Tuaniga (Long Beach, 18 de março de 1997), é um jogador de voleibol norte-americano que atua na posição de levantador.

## Carreira

### Clube
A carreira de Tuaniga começou em torneios escolares da Califórnia, jogando pelo St. John Bosco High School, antes de se mudar para Huntington Beach High School. Atuou no voleibol universitário da Universidade Estadual da Califórnia de 2015 a 2019, conquistando o título da NCAA Division I nos anos de 2018 e 2019.
Na temporada 2019–20, Tuaniga assinou seu primeiro contrato profissional com o polonês MKS Ślepsk Malow Suwałki, por onde atuou por três temporadas. Na temporada 2022–23, o levantador foi anunciado como o novo reforço do Indykpol AZS Olsztyn.

### Seleção
Em 2014, o atleta conquistou a medalha de ouro com a seleção sub-19 no Campeonato NORCECA. No ano seguinte, na mesma categoria, ficou em sétimo lugar no Campeonato Mundial de 2015. Em 2016, voltou a conquistar mais um título do Campeonato NORCECA, porém desta vez com a seleção sub-21, além da estreia na seleção adulta na Copa Pan-Americana onde terminou na quinta colocação. No ano seguinte, na mesma categoria, ficou em décimo quarto no Campeonato Mundial de 2017.
Em 2019, conquistou a medalha de bronze na Copa do Mundo. Em 2022, foi vice-campeão da Liga das Nações após derrota para a seleção francesa.

## Clubes
| Anos      | Clube                    |
| --------- | ------------------------ |
| 2019–2022 | MKS Ślepsk Malow Suwałki |
| 2022–     | Indykpol AZS Olsztyn     |